# Verticordia plumosa
Verticordia plumosa là một loài thực vật có hoa trong Họ Đào kim nương. Loài này được (Desf.) Druce miêu tả khoa học đầu tiên năm 1917.

## Hình ảnh

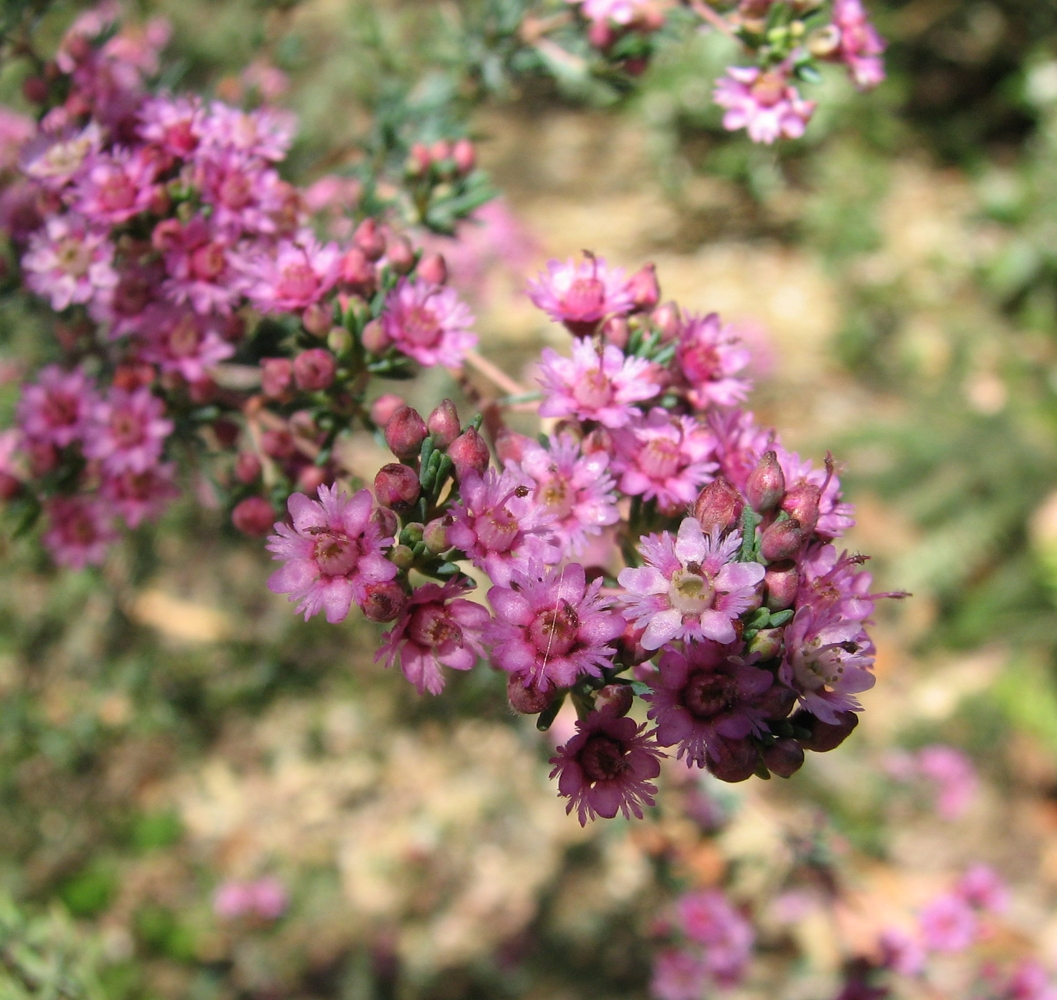
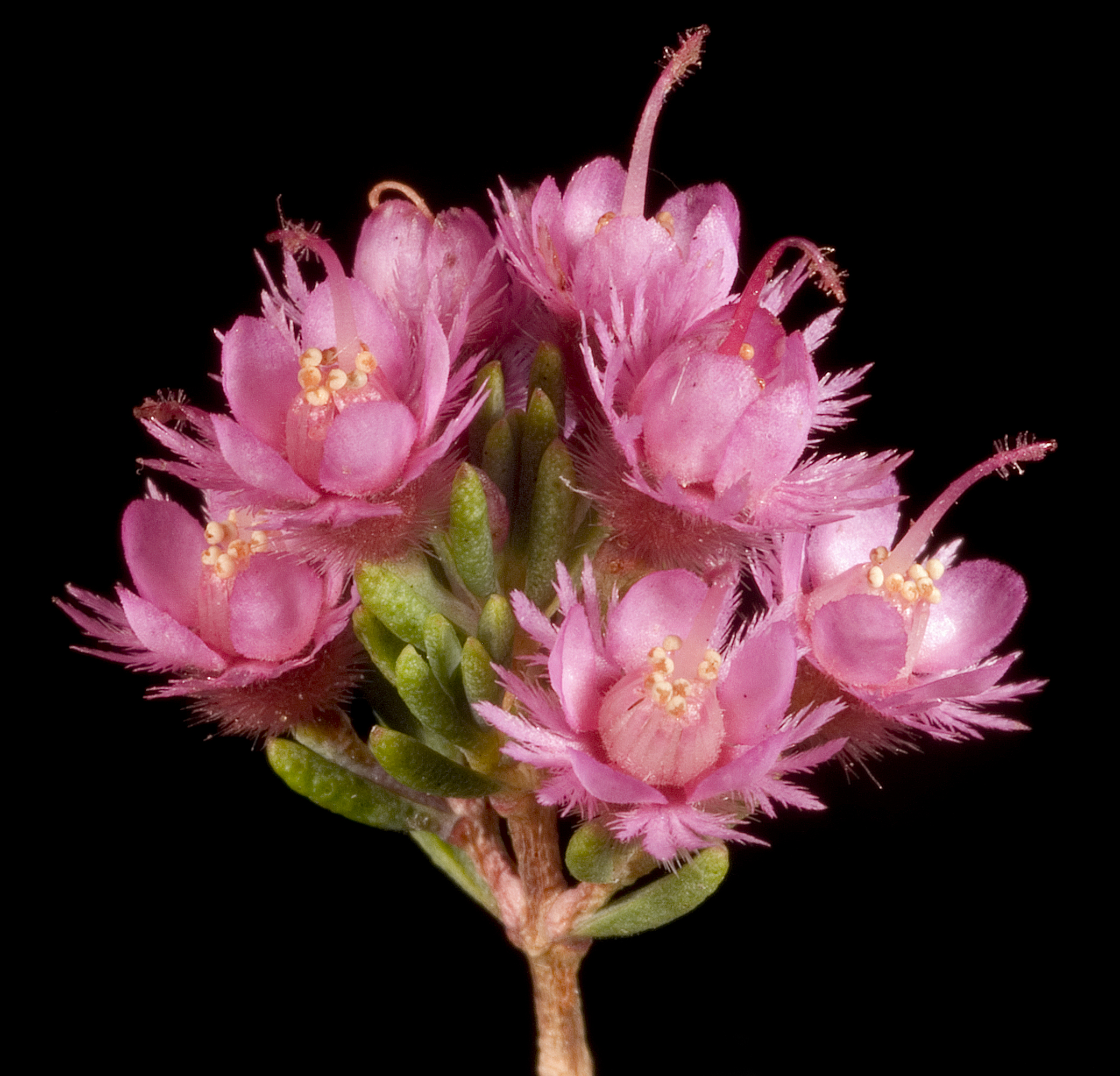